# Amtsgericht Tharandt
Das Amtsgericht Tharandt war ein Gericht der ordentlichen Gerichtsbarkeit und ein Amtsgericht in Sachsen mit Sitz in Tharandt.

## Geschichte
In Tharandt bestand bis 1879 das Gerichtsamt Tharandt als Eingangsgericht. Im Rahmen der Reichsjustizgesetze wurden 1879 im Königreich Sachsen die Gerichtsämter aufgehoben und Amtsgerichte, darunter das Amtsgericht Tharandt, geschaffen. Der Gerichtssprengel umfasste Tharandt, Braunsdorf, Coßmannsdorf mit dem Gut Heilsberg, Dorfhain (Groß-, Mittel-, Klein-) mit Spitze, Klinge und Unverhofft Glück, Eckersdorf, Fördergersdorf mit „an Rohrsdorf“ und „an Spechtshausen“, Großopitz, Grillenburg, Grund mit Wüstarabien, Hainsberg, Hartha bei Tharandt, Hintergersdorf mit Waldhäudern, Kleinölsa, Kleinopitz, Klingenberg mit Neuklingenberg, Lübau, Mohorn, Oberhermsdorf, Obernaundorf mit Poisenhäusern (anteilig), Pohrsdorf, Rabenau, Somsdorf, Spechtshausen und die Grüllenburger, Naundorfer, Spechtshäuser, Tharandter und Wendischcarsdorfer (anteilig) Forstreviere. Das Amtsgericht Tharandt war eines von 15 Amtsgerichten im Bezirk des Landgerichtes Freiberg. Der Amtsgerichtsbezirk umfasste danach 15.491 Einwohner. Das Gericht hatte damals eine Richterstelle und war eines der kleinen Amtsgerichte im Landgerichtsbezirk.
Mit dem Gerichtsverfassungsgesetz vom 2. Oktober 1952 wurde das Amtsgericht Tharandt in der DDR aufgehoben und das Kreisgericht Freital mit Sitz in Freital an seiner Stelle eingerichtet. Gerichtssprengel war nun der Kreis Freital.

## Gerichtsgebäude

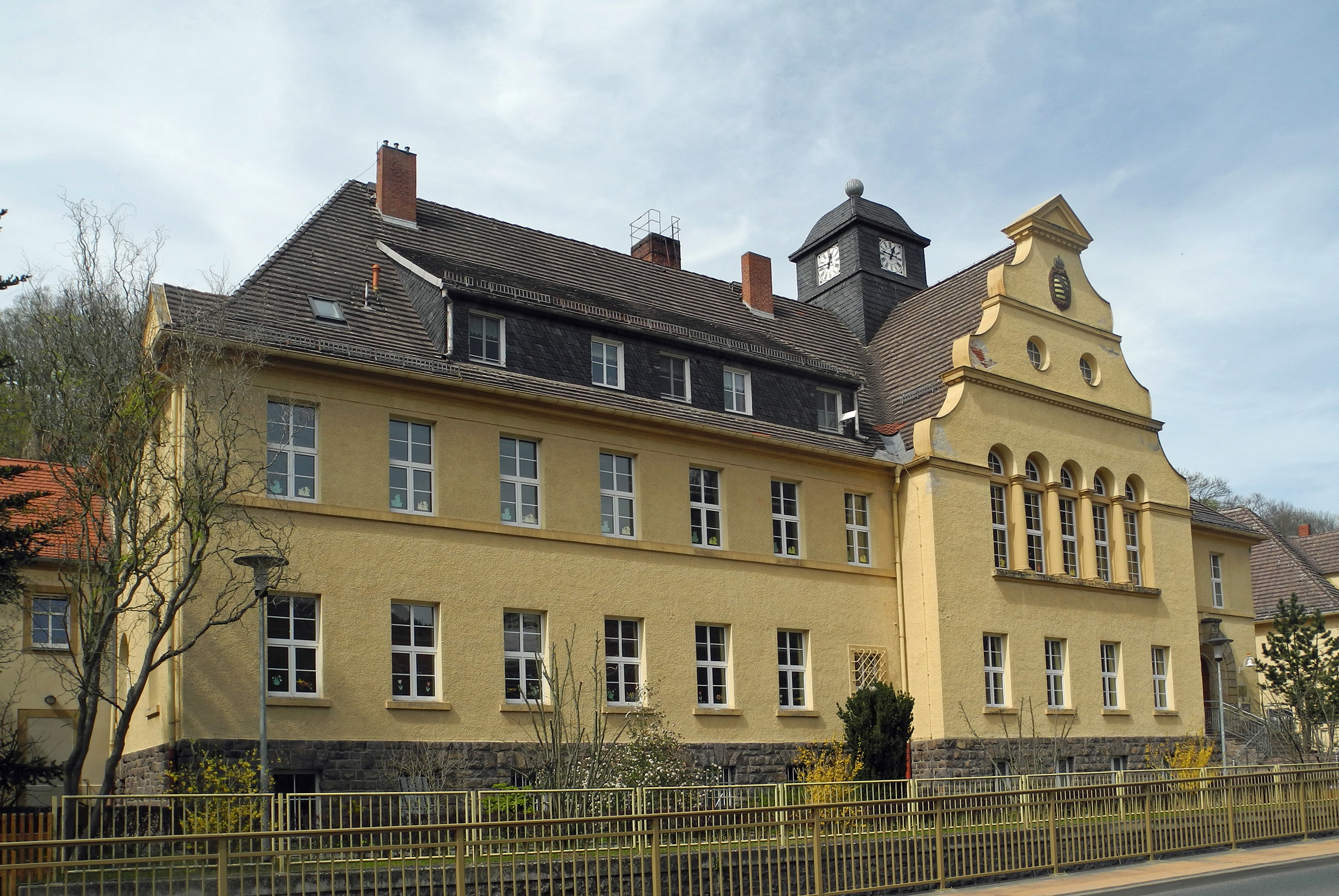
Ehem. Gerichtsgebäude (2020)

Das Gerichtsgebäude aus den Jahren 1914 bis 1917 (Wilsdruffer Straße 1; 1a) ist ein vielgliedriger Bau auf Porphyrsockel. Es steht wegen seiner von ortshistorischen und baugeschichtlichen Bedeutung unter Denkmalschutz.